# Teatro Nacional de San Salvador
El Teatro Nacional de San Salvador está ubicado en el centro histórico de la ciudad capital de El Salvador. Fue construido por el arquitecto francés Daniel Beylard e inaugurado el 1 de marzo de 1917. Es de estilo renacentista francés con toques modernos. Su Great Hall es uno de los más bellos y elegantes de América Central. Es uno de los centros más importantes para las artes escénicas en este país.

## Historia
La actual edificación suplantó al antiguo Teatro Nacional que resultó destruido por un  incendio en la noche del 17 de febrero de 1910. El siniestro fue descrito por Arturo Ambrogi: 

Óperas italianas, zarzuelas, dramas y prestidigitación, conferencias científicas, conciertos de caridad y filmes cinematográficos …todo se convierte en un sueño humeante.

La Junta de Fomento de San Salvador en sesión de 29 de marzo del mismo año del incendio, acordó la construcción de un nuevo teatro en el mismo local que ocupaba el anterior, debiendo ensancharse el perímetro con algunos solares adyacentes.

### Concurso
En el 2 de junio de 1910 la junta acordó el llamamiento a un concurso de planos de construcción, estableciendo dos premios de 8 y 4 mil francos respectivamente; se estableció el plazo del concurso en cuatro meses a partir del 1 de julio de 1910 y se nombró una comisión integrada por los ingenieros doctor José E. Alcaine y Luis Fleury quienes crearon la base para el concurso. En el 15 de febrero de 1911, la junta prorrogó el término del concurso hasta el final de abril por razones especiales.
En el 22 de abril de 1911 se sometieron a un examen técnico los planos presentados bajo el criterio de los mismos ingenieros comisionados José E. Alcaine y Luis Fleury con inclusión del ingeniero Aurelio Fuertes. Doce planos fueron presentados al concurso procedentes de varios lugares: 5 de París, 2 de los Estados Unidos de América, 1 del Principado de Mónaco, 1 de Italia y 3 que eran de San Salvador. En sesión de 18 de junio, previo el informe de la comisión técnica, la junta por unanimidad de votos acordó aprobar el informe y dictamen de la comisión. Se concedió el primer premio al proyecto "Melpomene" del arquitecto Daniel Beylard, y el segundo al proyecto "Dos Puntos Azules" de Emilio Robert, ambos franceses residentes en París. El señor Daniel Clair Hippolyte Beylard había sido estudiante de la Escuela de Bellas Artes de París.

### Construcción

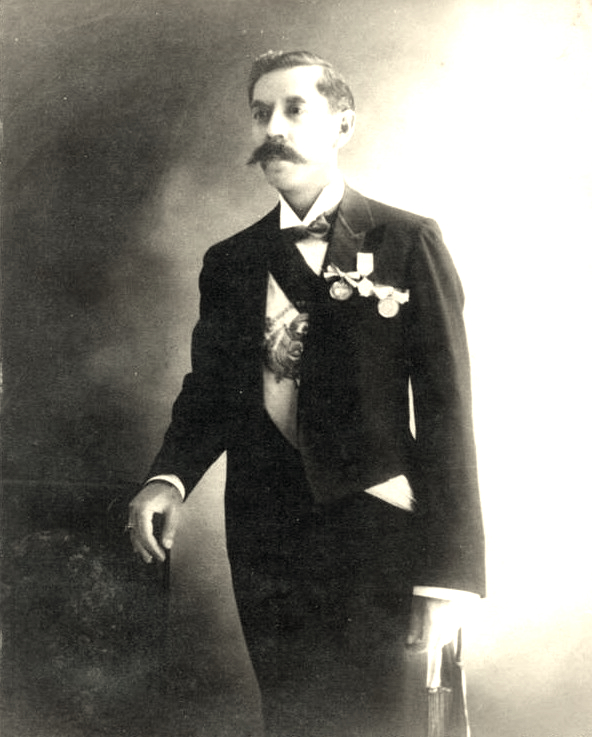
Presidente Manuel Enrique Araujo

Adoptado el proyecto para el diseño del teatro, la Junta de Fomento sacó a licitación su construcción, presentándose únicamente los señores A. Ferracuti & Compañía. Examinada la propuesta presentada por la compañía, la junta acordó el 29 de octubre de 1911 aceptar con modificaciones la propuesta presentada.
A las 5 p. m. del 3 de noviembre de 1911, en conmemoración de la insurrección de 1811, con asistencia del gabinete de estado, las legaciones acreditadas con motivo del centenario de primer grito de independencia, miembros de la Junta de Fomento, y ante un numeroso público, el presidente doctor Manuel Enrique Araujo declaró iniciados los trabajos de construcción del teatro y colocó la primera piedra del edificio.
Al ser avisados de estar terminados los trabajos del teatro, la Junta de Fomento de San Salvador acordó en el 20 de noviembre de 1916 comisionar a los ingenieros Fleury y Alcaine para que informaran sobre la construcción; el informe de los ingenieros fue aprobado y en el 19 de enero de 1917, la junta acordó proceder a la recepción de la obra y cancelación de la contrata de construcción.

### Inauguración
En la sesión del 5 de febrero de 1917, la Junta de Fomento de San Salvador señaló el 1 de marzo para inaugurar el Teatro Nacional. El acto de inauguración fue celebrado a las 10 a. m. en el Gran Foyer, presidido por el presidente de la república Manuel Enrique Araujo con participación del gabinete de estado, miembros del poder legislativo y judicial, y el cuerpo diplomático y consular. En la ceremonia la Junta de Fomento acordó consignar un voto de reconocimiento y aplauso al arquitecto Daniel Beylard y a los empresarios constructores señores Ferracuti y Compañía; La junta también consignó un voto de reconocimiento a la comisión técnica de inspección de los trabajos integrada por los ingenieros Luis Fleury y doctor José E. Alcaine.
Durante los años 1975 y 1976 se realizaron remodelaciones. El Teatro Nacional fue declarado Monumento Nacional mediante Decreto Legislativo N.º 132, del 16 de febrero de 1979, publicado en el Diario Oficial N.º 59, Tomo N.º 262, del 26 de marzo de 1979. Debido a los Terremotos de 2001 sufrió daños considerables y después de nuevas reparaciones iniciadas en 2003, por parte de CONCULTURA, reinició sus operaciones el 23 de mayo de 2008. Fue reinaugurado el 29 de septiembre del mismo año.

## Detalles del Teatro Nacional

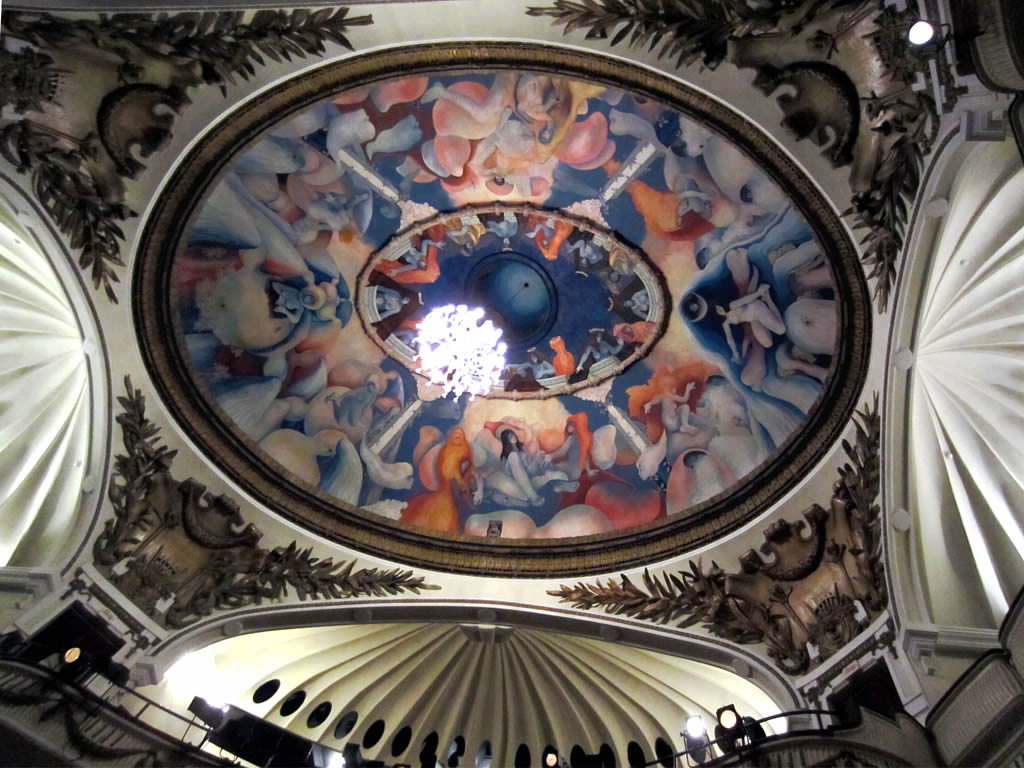
Domo central del Teatro Nacional (1917).

El inmueble se encuentra localizado al costado sur de la Plaza Francisco Morazán sobre la Calle Delgado. Ostenta un estilo Renacentista Francés con detalles Rococó, Romántico y Art Nouveau. Tiene capacidad para 650 asientos. Posee palcos de tres niveles, de los cuales destaca el Palco Presidencial en la segunda elevación. Así mismo se encuentra una cúpula elipsoidal que contiene un mural del pintor Carlos Cañas y una llamativa lámpara de cristal. Otros espacios incluyen el Vestíbulo, Sala de Cámara, Gran Foyer y la Pequeña Sala para obras de menor montaje y duración. Fue declarado Monumento Nacional en 1979.
El ministro Teodosio Carranza describe la estructura en 1912 en su memoria presentada a la Asamblea Nacional de la siguiente forma:

La Comisión se expresa en estos términos al referirse al proyecto "Melpómene," que ha sido el aceptado para la construcción del Teatro:

"Melpómene, sin duda, ha cumplido como ninguno con las condiciones del Concurso.
El estilo renacimiento francés modernizado de su arquitectura, no ha podido ser más á propósito para esta clase de edificios.
La fachada principal de 42 m. de frente por 17 de altura hasta el coronamiento del ático, mirando al parque de Morazán, presentará un aspecto magestuoso y elegante. Consta de dos cuerpos laterales, algo avanzados, y de otro central formado por una columnata y amplio balcón de 21 m. de largo y 8.50 de altura. Tiene esta fachada dos pisos: el inferior de 5.50 m. de altura, que sirve de zócalo general al edificio, y en el cual se hallan el pórtico y las entradas, y el superior de 11.50 m. de alto con un pabellón saliente en ambos extremos, que remata en vistoso frontón con tímpano ornamentado.
La fachada lateral de la 10a. Avenida Norte, se compone de tres cuerpos, en el sentido horizontal, y corresponden á los mismos en que está dividida la obra.
Las entradas al Coliseo en la planta baja, son numerosas y cómodas: dos en cada uno de los cuerpos salientes de la fachada principal; cinco en la parte central; siete en la 10a. Avenida Norte, inclusive la de comunicación con el palco del Sr. Presidente de la República; y cinco en el patio del costado Oriente.
El vestíbulo, de 21 m. de largo por 6.70 de ancho, es el más espaciosos de todos los proyectos.
Las escaleras de honor están situadas á uno y otro costado del vestíbulo coronadas por balaustradas que dan á espaciosos pasillos y desembocan directamente en los extremos del gran foyer, pudiendo gozar el espectador de una perspectiva sorprendente y abarcar con la vista una extensión de 40 m. La amplitud de los corredores que rodean las escaleras y el gran foyer, dan á esta parte del edificio un carácter verdaderamente monumental.
Todas las dependencias del Coliseo en este proyecto, tienen la comodidad que se requiere, pudiendo desocuparse en muy poco tiempo, por la buena disposición de los pasillos.
Los palcos reúnen condiciones inmejorables de visualidad y acústica, á causa de la ausencia de columnas y la acertada colocación para recibir las ondas sonoras. El del Sr. Presidente está en el lugar designado, con entrada independiente, antepalco, salón de recibo y otras piezas útiles.
Por el plano de perspectiva interior, que tenemos á la vista, juzgamos que la sala de espectáculos, en noches de función producirá un efecto sorprendente.
El escenario comprende una extensión de 27 m. de ancho por 10.50 de fondo y 9 m. de alto, lo que permite la subida de los telones sin doblarlos, y una amplitud suficiente para las representaciones de las compañías líricas ó dramáticas de gran personal.
En este cuerpo están los cuartos de artistas y empleados, el salón para los profesores de la orquesta, vestuario, almacén de decoraciones y el telón de hierro para aislarlo de la platea, en caso de incendio, y el depósito de socorro.
La construcción es del sistema Hennebique, esto es, de cemento armado propiamente dicho, desde las fundaciones hasta los techos, que son de doble forro con cubierta, en tales términos, que toda la obra constituye un cuerpo homogéneo y monolítico.
Los servicios del alumbrado eléctrico, agua, ventilación y contra incendios, están muy bien calculados, y en particular los de socorro para el primero y último.
Este Coliseo es capaz para 1160 personas; 344 en lunetas; 137 en palcos del primer piso; 135, en los del segundo; 90 en butacas de anfiteatro, y 377 en galería.
El espacio destinado para la orquesta puede contener 50 profesores con desahogo.

A 924 854 francos asciende el presupuesto total, de los cuales 769 066 se invertirán en la construcción y 155 768 en la ornamentación, decoraciones y mueblaje."